# Architecture (album)
Architecture is het debuutalbum van de Engelse postpunkband Ist Ist. Het album werd uitgebracht op 1 mei 2020.  Architecture belandde een week later op #3 in de UK Independent Albums Chart. Op 21 juni haalde de single You're mine, uitgebracht op 23 februari, de hoogste positie van de Graadmeter van Pinguin Radio.

## Nummers
| Nr. | Titel                       | Duur |
| --- | --------------------------- | ---- |
| 1.  | Wolves                      | 3:30 |
| 2.  | You're mine                 | 2:41 |
| 3.  | Black                       | 3:23 |
| 4.  | Discipline                  | 3:01 |
| 5.  | A new love song             | 3:43 |
| 6.  | Silence                     | 3:42 |
| 7.  | Drowning in the shallow end | 3:49 |
| 8.  | Night's arm                 | 4:14 |
| 9.  | Under your skin             | 3:17 |
| 10. | Slowly we escape            | 6:03 |

## Personeel

### Bezetting
- Adam Houghton (zang)
- Mat Peters (gitaar, synthesizer)
- Andy Keating (bas)
- Joel Kay (drums)

### Productie
- Greg Calbi (mastering)